# Hydractinia pruvoti
Hydractinia pruvoti är en nässeldjursart som först beskrevs av Motz-Kossowska 1905.  Hydractinia pruvoti ingår i släktet Hydractinia och familjen Hydractiniidae. Inga underarter finns listade i Catalogue of Life.